# 陸夢龍
陸 夢龍（りく ぼうりょう、1575年 - 1634年）は、明代の官僚・軍人。字は君啓、号は景鄴。本貫は紹興府会稽県。

## 生涯
1610年（万暦38年）、進士に及第した。刑部主事に任じられ、員外郎に進んだ。
1615年（万暦43年）、皇太子朱常洛の暗殺未遂事件（梃撃の案）が起こると、宮殿に向かって矢を射たり、弾を放ったり、瓦や石を投げたりする行為は斬罪に当たるとの法律が引用された。提牢主事の王之寀は実行犯の張差の供述を上奏して、刑部の尋問会を求めた。大理寺丞の王士昌もまた上疏してこれを促した。このとき夢龍は典試として広東の杜門に出向していた。主事の傅梅が立ち寄って、ともに上疏直言しようと誘った。夢龍は張問達の力を借りたいと提案し、ふたりは張問達に会った。ときに郎中の胡士相らは再尋問を望まず、万暦帝への上疏は宮中に留められて、うやむやになると張問達にいった。夢龍は胡士相らの本音を察して、要請を止めるべきではないといった。胡士相らは張差の証言を信用できないと主張したが、夢龍は刑部の尋問を通した張差の供述には真実性があると反論した。張問達は夢龍の意見に肯いた。
翌日、夢龍は王之寀・傅梅らとともに張差の尋問をおこない、鄭貴妃の内侍の龐保・劉成の指図であるとの供述を得た。給事中の何士晋が鄭国泰（鄭氏の兄弟）を告発する上疏をおこなった。万暦帝は龐保と劉成を宮中で成敗させ、張差を棄市に処したが、処罰を鄭氏に及ぼさなかった。刑部に夢龍と王之寀・傅梅・馬徳灃の外に鄭氏の影響を受けていない者は少なかった。ほどなく王之寀や馬徳灃らは罪を受け、傅梅は京察により官を罷免された。夢龍は張問達の力を頼って赦免を得て、刑部郎中から湖広按察使副使となった。
1624年（天啓4年）、貴州の反乱が鎮圧されておらず、総督の蔡復一は夢龍が軍事に通じているとして推薦した。夢龍は貴州右参政に転じ、監軍として反乱軍を討った。安邦彦が普定に侵攻すると、夢龍は総兵の黄鉞とともに3000人でこれを防いだ。明け方に霧の中を行軍して、反乱軍の直前まで気づかれずに肉薄し、反乱軍を破った。三山の苗族が反乱を起こし、思州が急報してきた。夢龍は夜間に中軍の呉家相を派遣して反乱軍の根拠地を突かせると、苗族を潰走させ、その根拠地を焼いた。ほどなく湖広監軍に転じ、さらに広東按察使に転出した。上官が魏忠賢祠を建て、夢龍の名を列したので、夢龍は使者を派遣して削り取らせた。
1628年（崇禎元年）、閹党がまだ朝廷で余喘を保っており、夢龍は官階二級を引き下げられた。1630年（崇禎3年）、湖広副使として起用され、もとの官のまま分巡東兗道をつとめた。曹州と濮州の間で反乱が起こっており、夢龍はその首領を討って斬り、余衆を全て降した。右参政に転じ、固原を守備した。1634年（崇禎7年）夏、反乱軍が固原に侵攻してくると、夢龍はこれを撃退した。閏8月、反乱軍が隆徳を陥落させ、知県の費彦芳を殺し、静寧州を包囲した。夢龍は游撃の賀奇勲や都司の石崇徳を率いて防戦し、老虎溝で戦った。反乱軍ははじめ1000人に満たなかったが、大軍が来援して膨れ上がった。夢龍の率いる兵は300人あまりにとどまり、数重に包囲され、反乱軍に矢石を浴びて、包囲を脱出することができなかった。夢龍は賀奇勲と石崇徳とともに戦死した。享年は60。太僕寺卿の位を追贈された。
著書に『易略』3巻・『梃撃始末』1巻があった。

## 子女
- 陸吉徴
- 陸能徴